# 日曜日式散步者
《日曜日式散步者》是一部由黃亞歷執導的臺灣紀錄片。該片討論在1930年代臺灣的文學團體「風車詩社」，及追溯超現實主義運動在臺發展，導演黃亞歷耗時3年的田野調查，主要訪談對象為風車詩社成員在2012年仍存活的家屬。

## 劇情
影片一開始，導演用擲骰子來告訴觀眾這是個充滿變局的時代，隨後是西裝筆挺的下身，先是展現本紀錄片的第一個特點，不同於傳統歷史題材紀錄片，導演選擇迴避演員的臉，在僅有的歷史照片中才會讓歷史人物現身，主要原因在風車詩社沒有相關的影片紀錄，而此部紀錄片全程以演員扮演李張瑞為旁白口吻為敘事，先是從拍照前的會談討論林修二沒來的原因，介紹了從日本來的福井敬一和就讀臺灣總督府醫學校的張良典，最後是李張瑞和大田利一，四人拍照後，影片回到書房中推印新的風車詩社詩刊的第三冊，並將收件者的名條夾在裏頭 ，然後是一段詩和李張瑞跟風車詩社詩人的對談，以李張瑞為主角在影片中生活中的細節用來作為許多強烈象徵的展開，之後便不斷重複這樣的形式。
每個建築物、自然畫面、畫、自然的聲音出現時，旁白都會念風車詩社的一段詩，而每段詩念完後旁白都會跟其中一位詩人討論或是旁白念詩人寄給看起來像是參加風車詩社旁白的信，依順序由水蔭萍（楊熾昌）、討論詩的風格如何，真正的詩應該具有怎樣的形式，詩具有怎樣的狀態，也適時點出風車詩社與當時文壇的不同，觀念與提出糞寫實主義的西川滿有點類似，但強調當時的台灣文藝協會並未關注熱衷於日本文化的台灣青年，並強調文學的獨立性，與1943年11月在台北由臺灣文學奉公會決戰文學所決議中以皇道精神為基礎又有些距離。 
而該片當中使用了許多的畫面來製造不太容易被具體化的文化衝突，例如餐桌上有時全擺放傳統台式菜餚，有時全擺放日式菜餚，最後餐桌上兩者混雜，又或者看似主角的妻子穿著木屐卻在門檻邊跌倒的場景，暗示日本皇民化運動下，或以桌上围棋本從剛剛開局，然後混亂不堪，到強烈的分庭抗禮，暗示台灣文壇當時的對抗，或以大地震暗示第二次世界大戰對文壇發生的震盪，片尾又用一次擲骰子暗示這些看似混亂且多元的年代已成定局，而最後用手撥開撲克牌，停在了最後一張鬼牌，暗示這個詩社和詩人李張瑞，已經不合乎時代潮流了。 每個歷史素材包含當時攝影的影片、演歌，和日本昭和天皇的開戰、投降演說等，都做為是背景的交代，為重演當時情境，導演甚至將當時報紙掃描影印，並由演員當作當時的報紙撕掉，畫作為了說明超現實主義的存在，選擇了知名畫家萨尔瓦多·达利的《記憶的堅持》等等，劇情也跟隨著主角經歷的年代推進，從到東京留學歸國，到片尾不得已賣書維生，最後還有燒書的鏡頭，暗示這個多元的風潮一步步走向終結，本來風車詩社在跟隨殖民政府。
片中主角跟風車詩社的生命力緊緊纏繞，一開始從東京回來，結婚生子，面對國民政府來台時，使用文字語言轉換的困境，到最後紀錄片交代了風車詩社詩人李張瑞被處死的細節，包含自白書、死刑文件等等，背景音為蔣中正民國40年之元旦公告。 
該片更具特色的點在於，導演使用了新潮的紀錄片形式，呼應了風車詩社在當時的超越時代的特性，使用的暗示、象徵手法多樣且顯隱間雜，不僅滿足了電影的美學要求，作為紀錄片，也可以讓觀眾感受當年風車詩社引入超现实主义帶來的震撼。

## 評論
2021年，臺灣影評人協會公布「21世紀20大國片」，《日曜日式散步者》名列第七。
臺灣紀錄片研究者邱貴芬教授表示，該片高度實驗性的美學形式，呼應主題風車詩社的美學主張，挑戰紀錄片劇片的分界，而風車詩社的文學歷史足跡，則串連起影片超越寫實的影像和聲音，成為影片與臺灣社會及歷史現實不可斷裂的連結。這部片在日本引起相當熱烈的回響，開闢了臺灣紀錄片的國際空間，也在這具體現實效應裡回應了近百年前日治時期臺灣風車詩社詩人「與世界連結」的臺灣文化想像。

## 獎項
| 頒獎典禮                 | 獎項         | 提名者                                           | 結果 | 來源        |
| 2016年台北電影節         | 最佳編劇     | 黃亞歷                                           | 獲獎 |             |
| 2016年台北電影節         | 最佳音效     | 黃亞歷、澎葉生                                   | 獲獎 |             |
| 2016年南方影展           | 南方首獎     | 黃亞歷、本木工作室有限公司、目宿媒體股份有限公司 | 獲獎 | [ 7 ]       |
| 第10屆台灣國際紀錄片影展 | 台灣競賽首獎 | 黃亞歷、本木工作室有限公司、目宿媒體股份有限公司 | 獲獎 |             |
| 第53屆金馬獎             | 最佳紀錄片   | 黃亞歷、本木工作室有限公司、目宿媒體股份有限公司 | 獲獎 | [ 8 ] [ 9 ] |
| 第53屆金馬獎             | 最佳音效     | 黃亞歷、澎葉生                                   | 提名 | [ 8 ] [ 9 ] |

## 延伸作品
導演黃亞歷延續電影中多重元素的跨域創作概念，於2019年6月29日到9月15日在國立臺灣美術館展出「共時的星叢：『風車詩社』與跨界域藝術時代」。該展從電影《日曜日式散步者》發想延伸，以二戰前「風車詩社」為核心，精選展品畫作、雕塑、書籍，亦串連文字、聲音、檔案、文物、平面及動態影像等，進一步深化與延展20世紀初至1940年代現代主義文藝在西方世界與東亞國家所捲起的浪潮。

## 外部連結
- 官方网站
- 日曜日式散步者的Facebook專頁
- YouTube上的日曜日式散步者頻道
- 開眼電影網上《日曜日式散步者》的資料（繁體中文）
- 互联网电影数据库（IMDb）上《日曜日式散步者》的资料（英文）
- 端傳媒上《日曜日式散步者》導演專訪 （页面存档备份，存于）